# Никольское (платформа)
Нико́льское — остановочный пункт Горьковского направления МЖД и МЦД-4 в микрорайоне Никольско-Архангельский, городского округа Балашиха. Названа в честь села Никольско-Архангельское.
Состоит из одной боковой платформы, проход на которую осуществляется по пешеходному мосту. Не оборудована турникетами, на станции есть валидаторы. Посадка и высадка пассажиров осуществляется на южной платформе, после окончания строительства 4 главного пути и реорганизации движения северная платформа не используется для пригородных поездов (в 2023 году снесена). К северу от платформы располагается администрация посёлка Никольско-Архангельский, к югу — церковь Михаила Архангела в селе Никольско-Архангельское.
На платформе останавливаются пригородные поезда, следующие до Железнодорожной, Фрязево, Электрогорска, Захарово, Крутого, Электростали, Ногинска, некоторые до Купавны и до Петушков и Владимира (1 пара в сутки). По состоянию на 2016 год, без остановки проходят в среднем 14-16 электропоездов (не считая экспрессов). Время движения от Курского вокзала — около 25 минут.
Пассажиропоток высокий благодаря наличию рядом с ней конечной остановки городских автобусов и маршрутных такси, следующих в Балашиху (южные районы города).

## История
Жители разросшегося в начале XX века посёлка Никольско-Архангельское обратились в руководство железной дороги с просьбой оборудовать за собственный счёт новый остановочный пункт. Разрешение было дано, и в 1907 году открылась новая платформа, получившая название «14-я верста (Никольское)». Это был низкий помост длиной 25 метров со сторожем-кассиром. В начале платформа использовалась также как своеобразное «почтовое отделение». Письма для местных жителей выбрасывались прямо из почтового вагона, а кассир, дежуривший на полустанке, подбирал их и выставлял затем в окошке кассы.
До 2014 года электропоезда, следующие из Москвы, осуществляли посадку и высадку пассажиров на южную боковую платформу. После начала строительства 4 главного пути эта платформа была разобрана, на её месте начато строительство более широкой островной платформы с выходом к двум путям. 10 июня 2019 года эта платформа была открыта для остановки электропоездов из Москвы. В 2023 году, перед запуском четвёртого Московского центрального диаметра, старая северная платформа была демонтирована.

## Фотографии

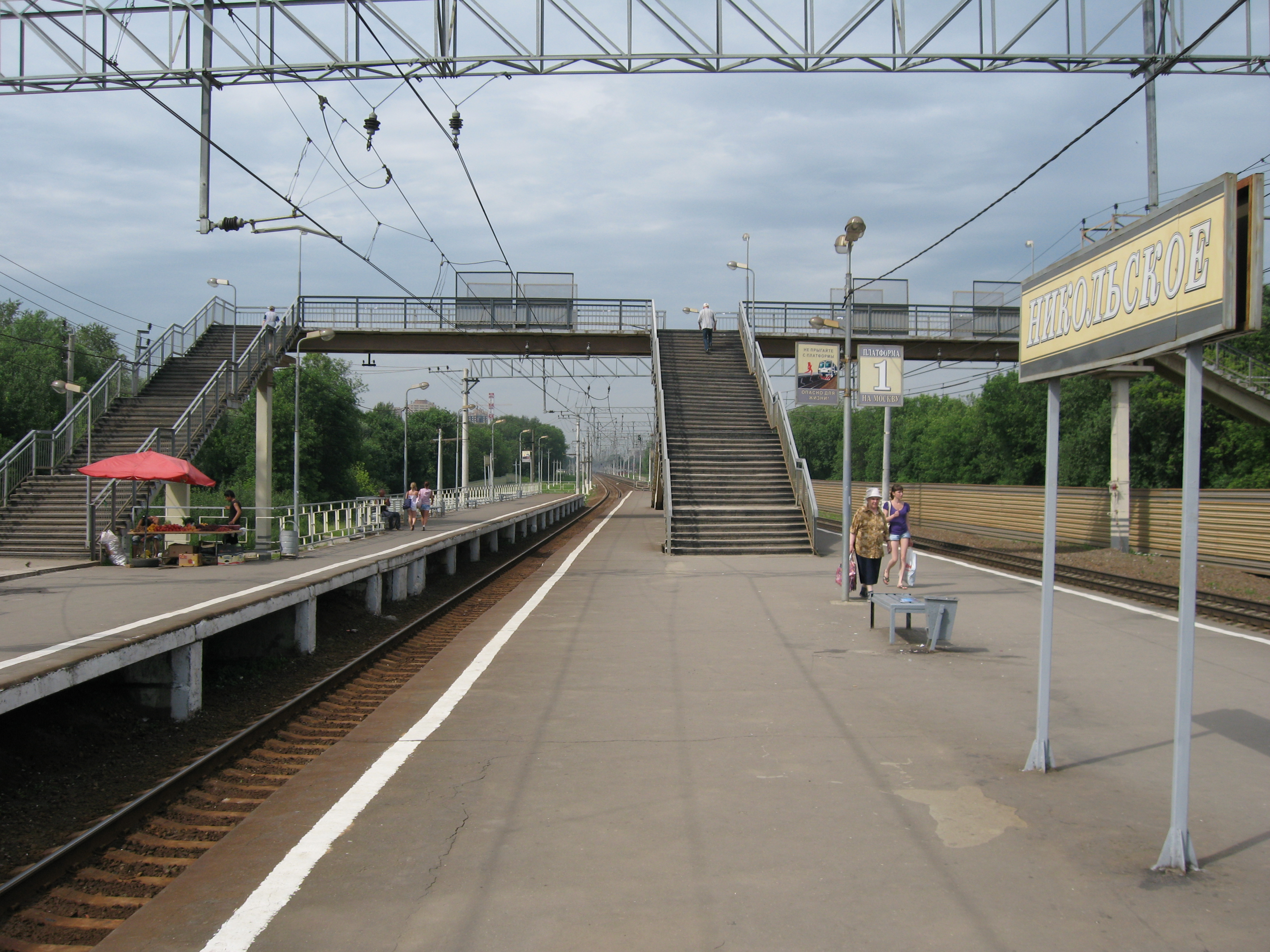
Вид с ныне снесённой платформы в сторону Москвы
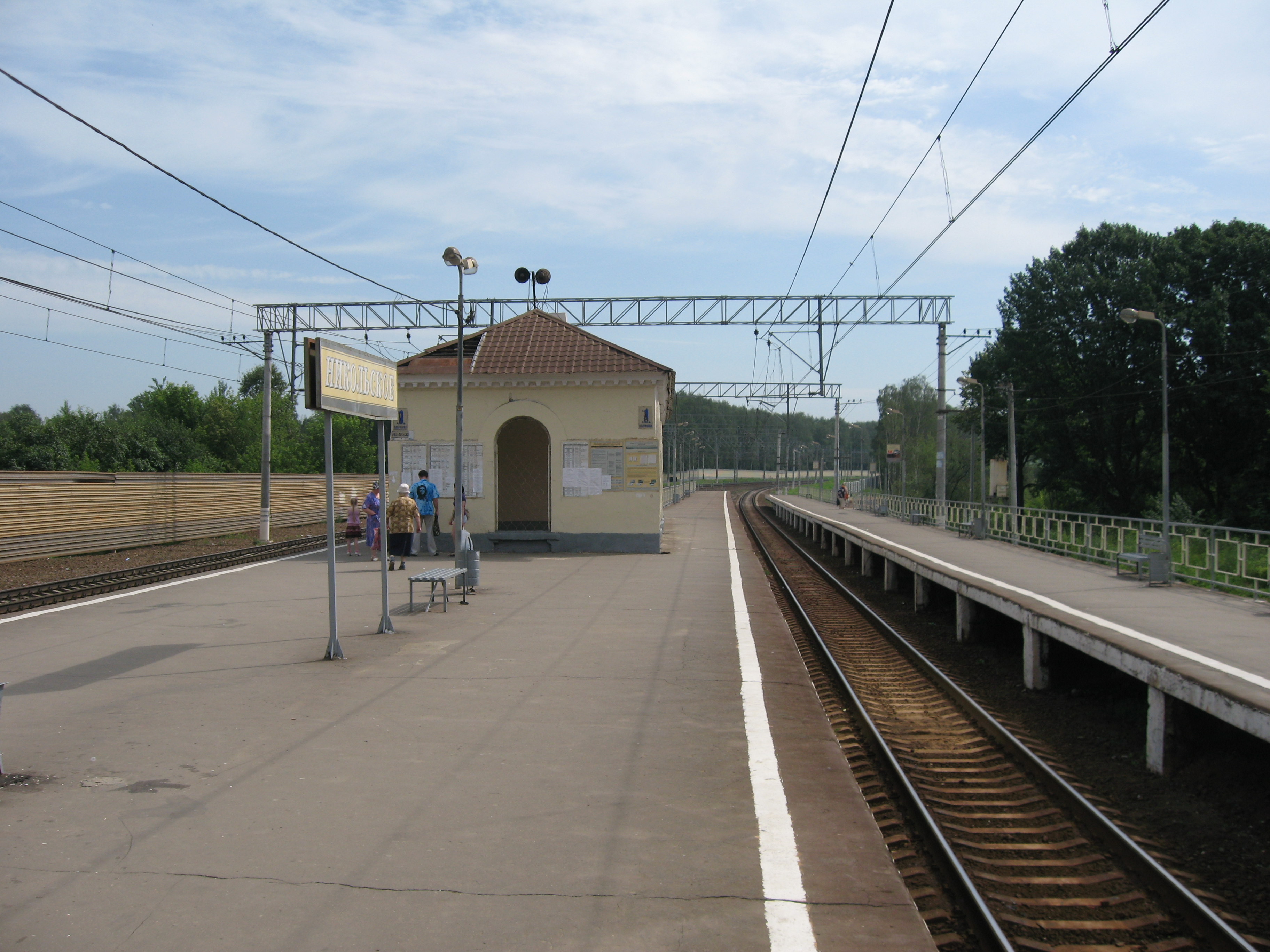
Вид с ныне снесённой платформы в сторону Владимира
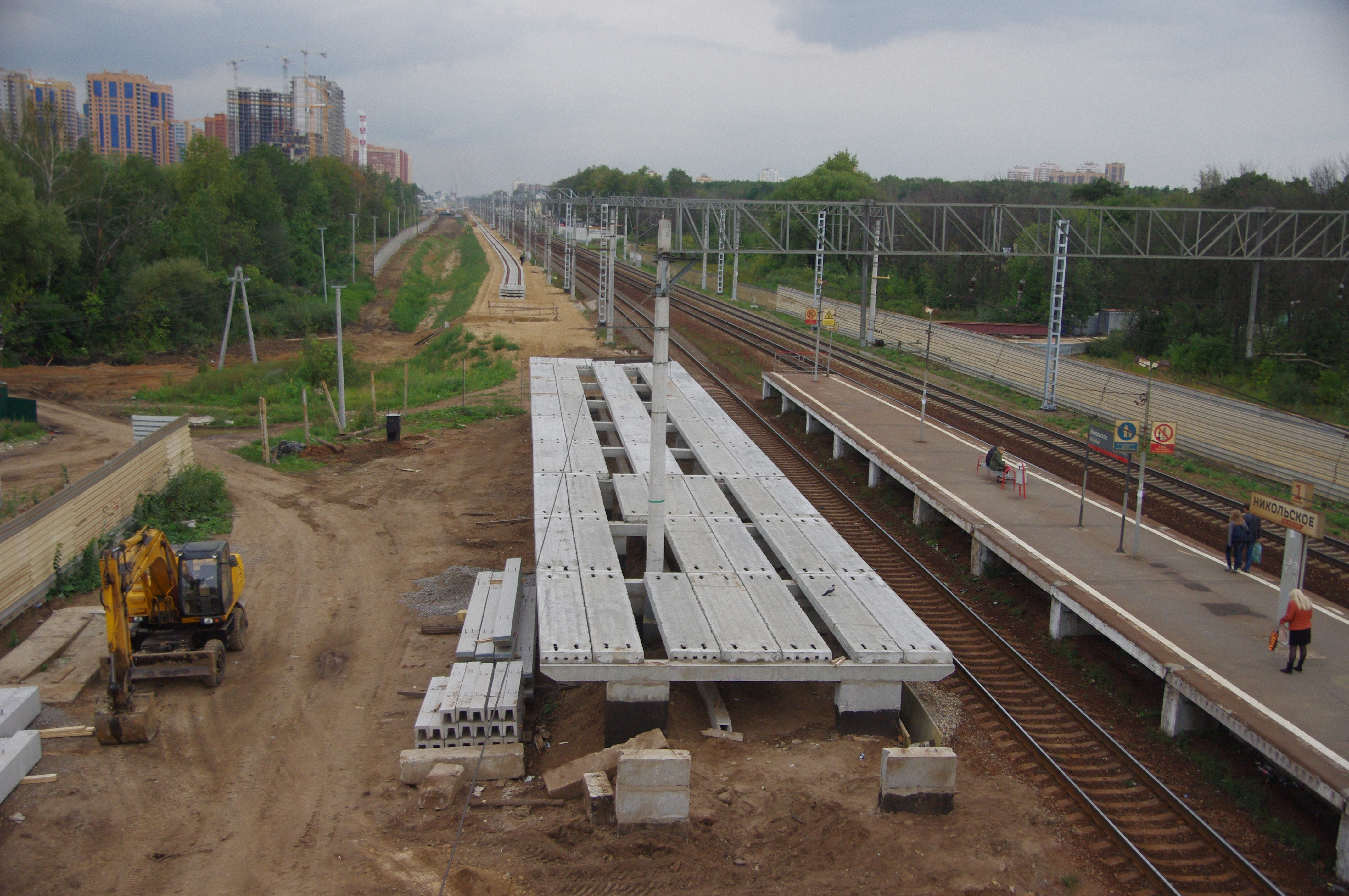
Новая строящаяся платформа. Вид с пешеходного моста в сторону Москвы